# محمد عبد الرحيم قرني
محمد عبد الرحيم قرني، ممثل سوداني. درس جميع المراحل بالخرطوم ثم التحق بكلية الدراما والمسرح وتخرج منها في العام 1976.
من أعماله الفنية: مسرحية مأساة يرول، مسلسل الشاهد والضحية، يوميات سائق تاكسي، المهمة 56، مسلسل القناص، مسلسل الشموع، مسرحية ضو البيت.